# Marin Cristea
Marin Cristea (n. 27 iulie 1934, Pietrele, județul Giurgiu - d. 7 mai 2014, București) a fost un deputat român în legislatura 1996-2000, ales în județul Giurgiu pe listele partidului PDSR.
Fost jucător de rugby, a deținut funcția de președinte al Federației Române de Rugby în perioada 1985-1989.